# Lunegarde (film)
Pour l’article homonyme, voir Lunegarde.
Pour plus de détails, voir Fiche technique et Distribution.
Lunegarde est un film français réalisé par Marc Allégret, sorti en 1946.

## Synopsis
Georges Costes, ingénieur au canal de Suez est à Marseille où, alors qu'il est au volant de sa voiture, il voit une femme s'effondrer sur le trottoir et perdre connaissance. Il s'arrête et emmène l'inconnue dans un hôpital.
Il se rend à la suite de cet incident chez le comte de Lunegarde auquel il a acheté un chien. Invité par le comte à dîner il fait la connaissance de sa fille Élisabeth que le comte élève seul depuis la disparition de sa mère.
Lorsqu'Élisabeth apprend que leur invité habite en Égypte, à Ismaïlia, elle devient curieuse et essaie de savoir depuis combien de temps il y habite. Le comte tente de lui imposer le silence mais s'ensuit une dispute où elle lui reproche de tout faire pour l'empêcher de retrouver sa mère disparue.
Épris, et intrigué par cette histoire, Costes se met en charge, de retour à Ismaïlia, de retrouver la comtesse Armance de Lunegarde…

## Fiche technique
- Titre : Lunegarde
- Réalisation : Marc Allégret
- Adaptation  et Dialogues : Marcel Achard, d'après le roman éponyme de Pierre Benoit
- Décors : Lucien Carré, Paul Bertrand
- Photographie : Jules Kruger
- Son : William-Robert Sivel
- Montage : Yvonne Martin
- Musique : Pierre Sancan
- Production : Pierre Gurgo-Salice
- Sociétés de production : Lux Compagnie Cinématographique de France, Pathé Films
- Directeur de production : Roger Le Bon
- Pays de production :  France
- Langue originale : français
- Format : Noir et blanc - 35 mm - 1,37:1
- Genre : drame
- Durée : 90 minutes
- Dates de sortie : France, 16 janvier 1946
- Affiche : Bernard Lancy (France)

## Distribution
- Gaby Morlay : Armance de Lunegarde
- Gisèle Pascal : Elisabeth de Lunegarde
- Jean Tissier : Bob
- Saturnin Fabre : M. de Vertumne
- Gérard Landry : Georges Costes
- Lise Delamare : Mme de Vertumne
- Renée Devillers :	la supérieure
- Lucien Nat : Comte de Lunegarde
- Colette Richard : Mlle de Vertumne
- Joëlle Bernard
- Mercédès Brare
- José Davilla
- Danièle Delorme
- Jacques Dynam
- Gabrielle Fontan
- Marcel Pérès
- Dany Robin : Martine
- Jean-Jacques Rouff
- Odette Talazac